# Taula de comuns dipòsits
La Taula de comuns dipòsits eren unes entitats financeres precursores de les actuals caixes d'estalvi modernes amb la diferència que estaven vinculades a les institucions municipals. Van estar actives des de l'any 1583 fins a mitjans del segle xviii.
Ciutats catalanes que han tingut la taula:
- Vic any 1583
- Barcelona any 1587
- Lleida any 1589
- Cervera any 1599
- Manresa any 1603
- Girona
- Tortosa
- Tarragona

## Taula de comuns dipòsits de Manresa

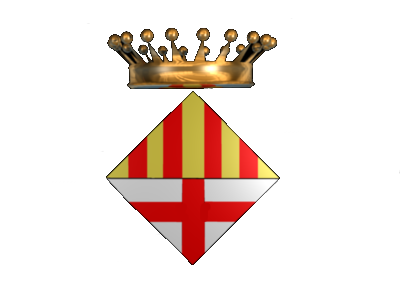
Escut de Manresa

Creada el 14 de juny de 1603 per privilegi del rei Felip III de Castella.
Segons un gran pergamí conservat a l'Arxiu històric de la ciutat de Manresa consta la firma protocol·lària d'aquest privilegi concedit a la ciutat. Firmà el virrei de Catalunya, Joan Terès arquebisbe de Tarragona.
El privilegi de la Taula fou una retribució per l'aportació dels manresans de 1500 lliures en la preparació d'una armada per la guerra a Flandes.
La Taula de comuns dipòsits de Manresa, tingué el seu domicili en la plaça Major de la ciutat. Al front de la Taula havia quatre oficials o ministres, el tauler, el caixer, el regent i el notari. Els oficials devien guardar secret de les operacions que es feien. Els càrrecs de caràcter bianual es renovaven en la festivitat de Sant Maties el 24 de febrer. No podien ser oficials de la taula, el batlle i el mostassà mentre exercien en aquests càrrecs. La taula va encunyar diverses monedes de l'època com el Sou, el Ral i el Diner en plata i coure.
El decret de Nova Planta dictat pel rei Felip V el 16 de gener de 1716 extingir la Taula, malgrat seguir funcionant fins a l'any 1763.